# Wolfgang Graf Vitzthum
Wolfgang Nikolaus Graf Vitzthum von Eckstädt (* 22. November 1941 in Breslau) ist ein deutscher Rechtswissenschaftler. Er lehrte von 1981 bis zu seiner Emeritierung 2009 als Professor für Öffentliches Recht, einschließlich Völkerrecht, an der Juristischen Fakultät der Eberhard-Karls-Universität Tübingen.

## Leben
Wolfgang Graf Vitzthum stammt aus dem  thüringischen Adelsgeschlecht Vitzthum. Er ist der Sohn von Wolfgang Graf Vitzthum (* 1902; † 1941), Güterdirektor, und der Militärhistorikerin Ursula von Gersdorff. Sein Bruder war der Bergbaurechtler Stephan Graf Vitzthum.
Graf Vitzthum studierte von 1962 bis 1967 Rechts- und Staatswissenschaften an der Freien Universität Berlin (FU), der Universität Freiburg in der Schweiz sowie an der Albert-Ludwigs-Universität in Freiburg im Breisgau, wo er sein erstes Staatsexamen ablegte. 1967/68 folgte ein Studium des amerikanischen Rechts und des Völkerrechts an den Universitäten Princeton und Columbia, wo er auch seinen LL.M. machte. 1971 wurde er an der Universität Freiburg zum Dr. iur. promoviert; im darauffolgenden Jahr legte er in Stuttgart sein zweites Staatsexamen ab. 1977 erfolgte seine Habilitation durch die Rechtswissenschaftliche Fakultät der Universität Freiburg für Öffentliches Recht einschließlich Völkerrecht.
Nach einer Tätigkeit als Professor für Öffentliches Recht an der heutigen Universität der Bundeswehr München 1978 war er von 1981 bis 2009 ordentlicher Professor für Öffentliches Recht an der Juristischen Fakultät der Universität Tübingen. Zum Sommersemester 2009 wurde Graf Vitzthum von Eckstädt emeritiert.
Vitzthum ist zusammen mit Martin Nettesheim Doktorvater von CDU-Politiker Matthias Pröfrock, dessen Doktorgrad allerdings 2011 aufgrund eines hohen Plagiatsanteils wieder aberkannt wurde.
Seine Forschungsschwerpunkte sind das Staats- und Verfassungsrecht sowie das Völker- und Europarecht.
Weiteren Kreisen wurde er durch seine Ehe mit Dagmar Flick (* 1951), der Schwester von Gert-Rudolf Flick und Friedrich Christian Flick, bekannt. In zweiter Ehe war er mit der 2004 verstorbenen Althistorikerin Hildegard Temporini-Gräfin Vitzthum verheiratet. Seit 2010 ist Graf Vitzthum Stiftungsratsvorsitzender der Stefan George Stiftung.

## Ehrungen und Auszeichnungen
- 2007: Bundesverdienstkreuz 1. Klasse des Verdienstordens der Bundesrepublik Deutschland

## Schriften (Auswahl)
- Der stille Stauffenberg. Der Verschwörer, Georgeaner und Völkerrechtler Berthold Schenk Graf von Stauffenberg (= Zeitgeschichtliche Forschungen, Bd. 68). Duncker & Humblot, Berlin 2024, ISBN 978-3-428-19195-6.
- Kleine Schriften. 2 Bände, Duncker & Humblot, Berlin 2021.
- Der Staat der Staatengemeinschaft. Zur internationalen Verflechtung als Wirkungsbedingung moderner Staatlichkeit. Schöningh, Paderborn 2006.
- Restitutionsausschluss. Berliner Liste 3, Verfahrensbeteiligung, Entschädigungs- und Ausgleichsleistungsgesetz. Duncker & Humblot, Berlin 1995.
- mit Tatjana Geddert-Steinacher: Standortgefährdung. Zur Gentechnik-Regelung in Deutschland. Duncker & Humblot, Berlin 1992.
- Petitionsrecht und Volksvertretung. Zu Inhalt und Schranken des parlamentarischen Petitionsbehandlungsrechts. Neue Darmstädter Verlagsanstalt, Rheinbreitbach 1985.
- Parlament und Planung. Zur verfassungsgerechten Zuordnung der Funktionen von Bundesregierung und Bundestag bei der politischen Planung. Nomos, Baden-Baden 1978 (zugleich: Habilitationsschrift, Universität Freiburg, 1977).
- Der Rechtsstatus des Meeresbodens. Völkerrechtliche Probleme der Zuordnung und Nutzung des Grundes und Untergrundes der Hohen See außerhalb des Festlandsockels (= Schriften zum Völkerrecht. Bd. 22). Duncker & Humblot, Berlin 1972 (zugleich: Dissertation, Universität Freiburg, 1971).